# Lincoln's Inn

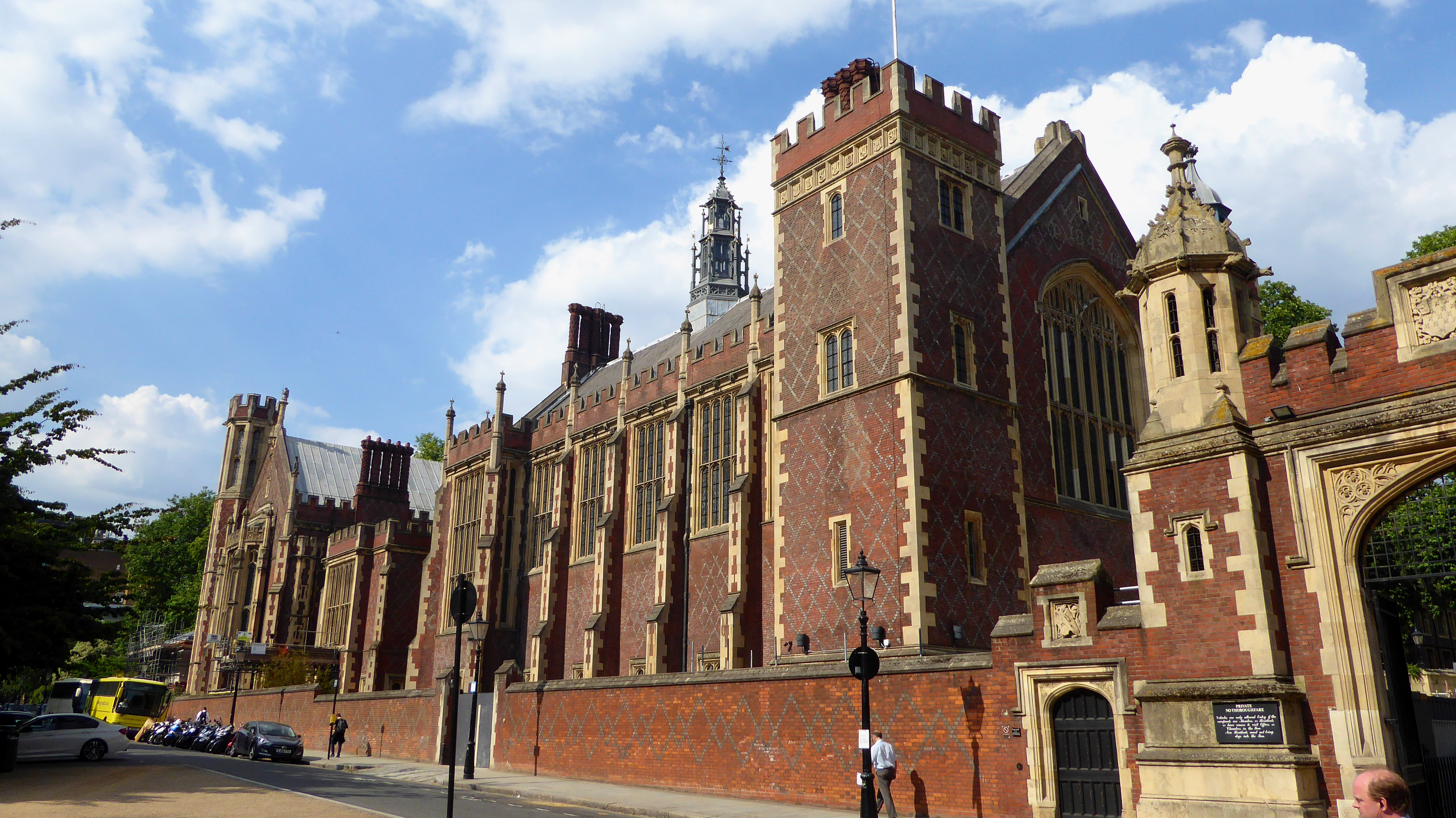

The Honourable Society of Lincoln's Inn è una delle quattro Inns of Court di Londra alla quale appartengono i barrister di Inghilterra e Galles. È riconosciuto come uno dei più prestigiosi organismi professionali a livello mondiale di giudici e avvocati. Si tratta del più grande dei quattro Inn e copre una superficie di 45.000 m2. Gli altri tre sono Middle Temple, Inner Temple e Gray's Inn. Si ritiene che il suo nome sia derivato da Henry de Lacy, III conte di Lincoln. L'Inn è anche noto per il suo ampio giardino e per la biblioteca, che esiste dal 1422.
Il Lincoln's Inn è ubicato ad Holborn, nel borgo londinese di Camden, al confine tra la City di Londra e la Città di Westminster e dall'altra parte della strada rispetto alla London School of Economics and Political Science, delle Royal Courts of Justice e della Maughan Library del King's College London. Le più vicine stazioni della metropolitana sono quelle di Holborn e Chancery Lane. 
Il Lincoln Inn non dichiara una specifica data di fondazione, in quanto vi è una tradizione che nessuno degli Inns of Court si considera di essere più antico rispetto agli altri. L'Inn è stato la sede di numerose persone influenti, tra cui primi ministri, giudici supremi e grandi leader delle nazioni.

## Storia
Durante il XII e XIII secolo la legge nella City di Londra veniva insegnata principalmente dal clero. Nel corso del XIII secolo, accaddero due eventi che distrussero questa forma di istruzione giuridica: in primo luogo, un decreto del re Enrico III d'Inghilterra, del 2 dicembre 1234, stabilì che nessun istituto di formazione giuridica potesse esistere nella City di Londra, e in secondo luogo, una bolla papale, proibiva agli ecclesiastici di insegnare la common law potendo insegnare solo il diritto canonico. Come risultato di queste leggi il sistema di istruzione legale venne a cessare. Gli avvocati migrarono nell'hamlet di Holborn, il posto più vicino ai tribunali di Westminster Hall che era al di fuori della city.

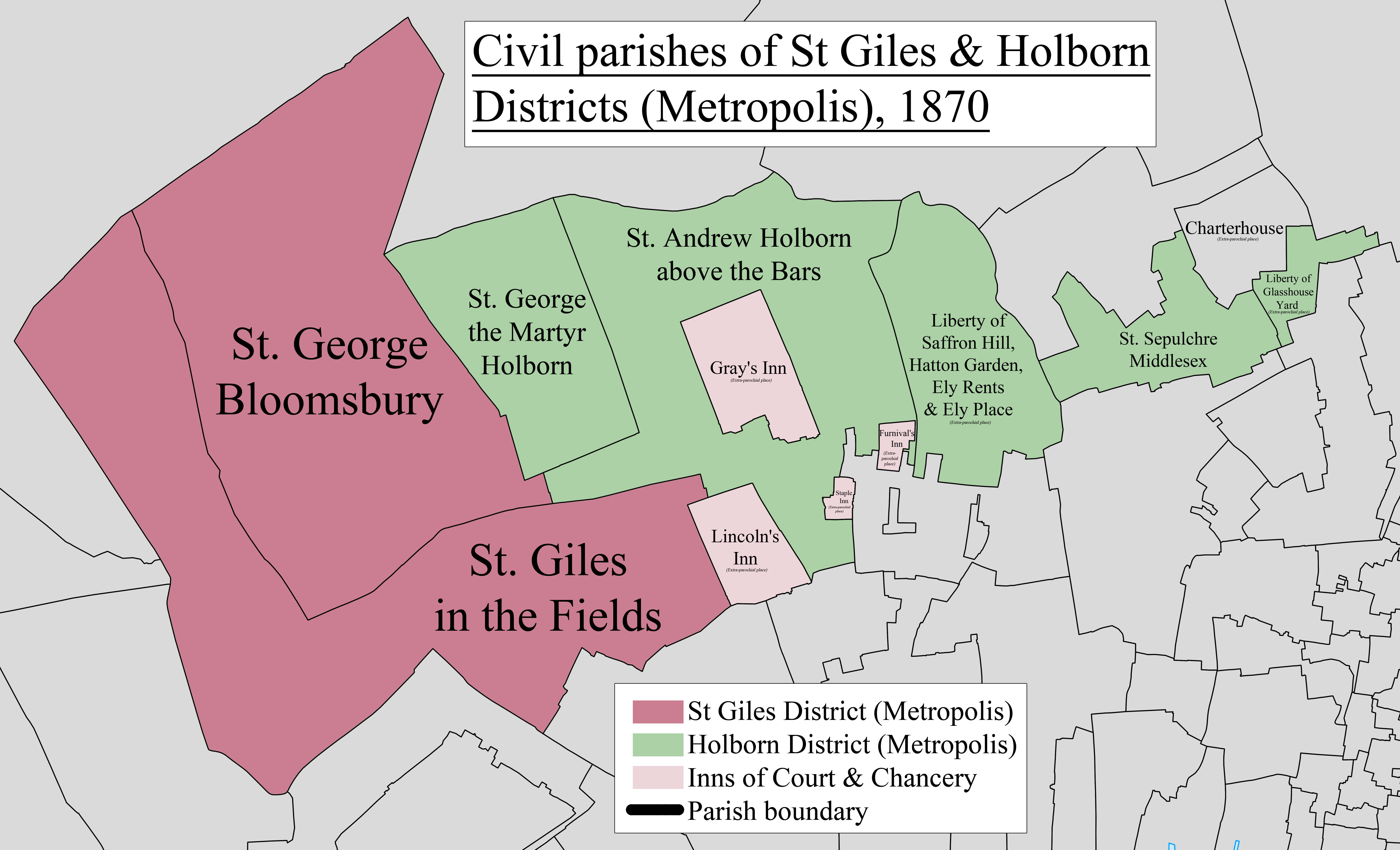
Mappa che mostra i confini dell'Inn nel 1870.

Come per le altre Inns of Court, la data precisa della fondazione del Lincoln Inn è sconosciuta. L'Inn può vantare i record più vecchi - i suoi "black books" che documentano i verbali del Consiglio di governo risalgono al 1422, e le prime voci indicano che l'Inn era a quel punto un corpo organizzato e disciplinato. Il III conte di Lincoln incoraggiò gli avvocati a spostarsi ad Holborn, ed essi si spostarono al Thavie's Inn, uno degli Inns of Chancery, poi ampliato nel Furnival's Inn. Si ritiene che il Lincoln Inn sia diventato un Inn formalmente organizzato subito dopo la morte del conte nel 1310.
Qualche tempo prima del 1422, la gran parte del "Lincoln's Inn", come era diventato noto dal nome del conte, si trasferì nella tenuta di Ralph Neville, il vescovo di Chichester, nei pressi di Chancery Lane, mantenendo i Thavie e Furnival Inn, che utilizzò come "case di formazione" per i giovani avvocati e ne acquisì la piena proprietà nel 1550 e nel 1547, rispettivamente. Nel 1537, il terreno su cui sorgeva il Lincoln Inn fu ceduto, dal vescovo Richard Sampson, a un bencher di nome William Suliard e suo figlio vendette il terreno al Lincoln Inn nel 1580. L'Inn divenne formalmente organizzato come luogo di istruzione legale grazie ad un decreto del 1464, che istituiva una cattedra di giurisprudenza per i suoi allievi.
Durante il XV secolo, l'Inn non fu particolarmente prosperoso, e i bencher dell'epoca, particolarmente John Fortescue, sono accreditati di aver riformato l'istituzione.

## Struttura e governo

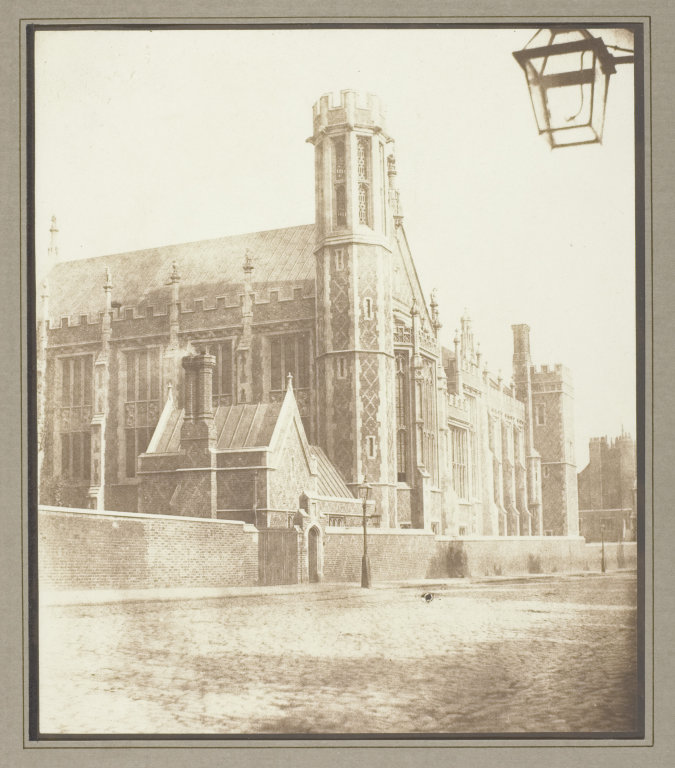
New Hall del Lincoln's Inn, Londra, di Henry Fox Talbot, circa 1841/46.

Il Lincoln Inn non aveva alcuna costituzione o forma fondamentale di governo, e la legislazione era divisa in due tipi; statuti, passati dai Governatori (vedi sotto) e ordinanze emesse dalla Società (tutti i Fellow dell'Inn). Un terzo metodo utilizzato era quello della promessa dei singoli borsisti di esercitare un determinato dovere; il primo esempio noto è del 1435, e inizia con "Here folowen certaynes covenantes and promyses made to the felloweshippe of Lyncoll' Yne". L'ampliamento dell'Inn portò a una perdita della sua natura parzialmente democratica, prima nel 1494, quando venne deciso che solo i bencher e i governatori dovevano avere la possibilità di chiamare al bar e, entro la fine del XVI secolo, quando i bencher ebbero il controllo quasi totale.
L'ammissione veniva registrata nei black books e divisa in due categorie: Clerks (Clerici) che erano ammessi come Clerks' Commons, e Fellows (Soci) che erano ammessi al Fellows' Commons. Tutti i partecipanti erano tenuti allo stesso giuramento a prescindere dalla categoria di appartenenza, e ad alcuni Fellows fu permesso di cenare con i Clerks 'Commons  economizzando sul costo, cosa che rese difficile agli accademici distinguere a volte tra i due gruppi. Walker, l'estensore dei Black books, sostiene che le due categorie fossero la stessa. Nel corso del XV secolo, i Fellow cominciarono ad essere chiamati Maestri e il divario tra Maestri e Clerk andò gradualmente crescendo, e nel 1505 vi fu un ordine che sanciva che nessun Maestro si doveva recare nei Clerks Common a meno che per lo studio di una questione di diritto. Dal 1466, i Fellows vennero suddivisi in Bencher, da "at the Bar" (ad barram, anche noto come "utter barristers" o semplicemente "barristers"), e "not at the Bar" (extra barram). Dal 1502, i Fellows extra barram si chiamarono "inner barristers", in contrasto con "utter" o "outer" barristers.
Ai tempi di Lord Mansfield, non vi era una formale istruzione giuridica, e l'unica richiesta per una persona che volesse diventare called to the bar (avvocato) era aver cenato cinque volte al Lincoln Inn e aver letto la prima frase di un documento preparato per lui dallo steward.

### Benchers

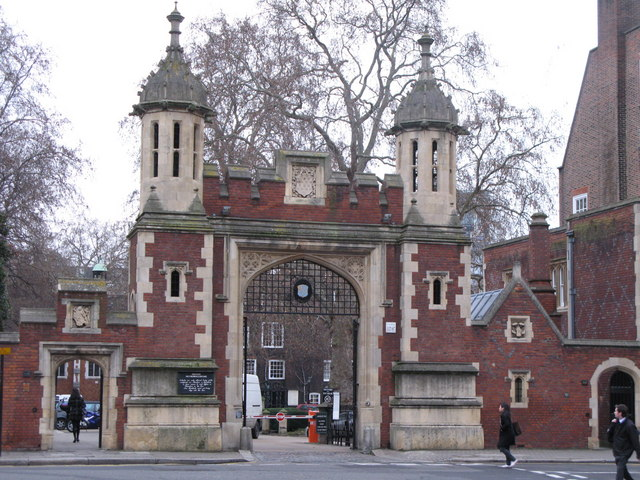
L'ingresso al Lincoln's Inn Fields.

Un Bencher, Benchsitter o (formalmente) Master of the Bench era un membro del Consiglio, il governo della Honourable Society of Lincoln's Inn. Il termine in origine si riferiva a chi sedeva sul banco della sala principale dell'Inn, che era usata per prendere i pasti e per l'attività extracurricolare di simulare dei processi. Al Lincoln Inn, l'idea di un Bencher si ritiene sia emersa molto prima che altrove; vi sono registrazioni di quattro Bencher al giuramento del 1440.
William Holdsworth e il redattore del Black Books conclusero che i Bencher erano, dai primi tempi, i governatori dell'Inn, diversamente dagli altri Inns che iniziarono con i professori. A.W.B. Simpson, in data successiva, decise, sulla base dei Black Books, che i Bencher non erano l'organo di governo originale, e che l'Inn era invece diretto da governatori (o gubernatores), a volte chiamati governanti, che dirigevano l'Inn. I governatori erano eletti per la durata di un anno, in numero di quattro o sei sempre presenti.
Le prime fonti sui Bencher sono del 1478, quando John Glynne venne espulso dalla Society per aver usato "parole presuntuose e inidonee" di fronte ai governatori e "altri fellows del Bench", e una legge del 1489 che "ordinava l'adorazione del Bench". Dalla fine del XV secolo, il gruppo dirigente era costituito dai governatori (che erano sempre Bencher) con l'assistenza e il consiglio di altri "maestri del Bench", e dai voti occasionali di tutta la Society. I Bencher erano ancora subordinati al Governatori, tuttavia; una nota dal 1505 mostra l'ammissione di due Bencher "per l'aiuto e la consulenza per il buon governo dell'Inn, ma senza facoltà di voto". La pratica di utilizzare i governatori si estinse nel 1572 e, dal 1584, il termine venne applicato ai Bencher, con i poteri di governatore di cui il termine Bencher divenne sinonimo.
Nel novembre del 2013 vi erano circa 296 Bencher, nell'organismo composto da quei membri dell'Inn eletti ad alte funzioni giurisdizionali, coloro che avevano seduto nel consiglio della regina per sei o sette anni e alcuni dei più illustri avvocati "junior" (quelli che non erano nel consiglio della regina). C'erano anche "benchers aggiuntivi" - membri dell'Inn che avevano avuto successo in una professione diversa da quella forense, che avevano i diritti di un Bencher normale eccetto quello di voto e di tenere un ufficio, come quello di tesoriere. In aggiunta c'erano i "benchers onorari", che detenevano tutti i diritti di un Bencher ad eccezione del diritto di voto e del diritto di tenere un ufficio. Si trattava di persone di "elevata distinzione" che erano stati eletti dall'Inn, e comprendevano personaggi come Margaret Thatcher, l'ex Primo Ministro del Regno Unito.
In comune con gli altri Inns, il Lincoln's Inn ha anche un "Royal Bencher" — un membro della Royal Family che è stato eletto Bencher. L'attuale Royal Bencher è il duca di Kent che fu eletto dopo la morte della principessa Margaret. Nel 1943, quando venne eletta Royal Bencher, la regina Mary divenne la prima donna Bencher di tutti gli Inn. Sua Altezza Reale il duca Andrea di York fu eletto Royal Bencher nel dicembre 2012.

## Edifici e architetture
L'Inn è ubicato in Chancery Lane, a nord dell'Inner e Middle Temple e a sud del Gray's Inn. L'Inn è circondato da delle mura in mattoni che lo separano dalla strada; questa venne eretta per la prima volta nel 1562, e si dice che Ben Jonson fece una parte della muratura. Oltre alle costruzioni principali di cui si parla in seguito, l'Inn consiste di tre quadrati; piazza Vecchia, antichi edifici e Hardwicke buildings, costruiti nel 1683, piazza Nuova, nota anche come Serle Court, completata nel 1697, e Stone Buildings, costruiti parzialmente nel 1780 da Robert Taylor e terminati nel 1845.
La piazza Nuova venne chiamata in origine Serle's Court perché costruita con un compromesso tra l'Inn e Henry Serle proprietario del terreno. Nel 1682 fu fatto un compromesso e Serle costruì undici case di mattoni su tre lati della piazza tra il 1682 e il 1693. Nel 1843 nel centro dell'area libera venne realizzato un giardino. A causa della difficile storia della proprietà, alcuni pezzi di piazza erano ancora di proprietà dei proprietari degli edifici che circondavano la piazza. Il Lincoln's Inn Act 1860 consentì all'Inn di acquisire la proprietà della piazza.
Gli Stone Buildings vennero costruiti tra il 1775 e il 1780 usando il progetto di Robert Taylor, ad eccezione del No. 7, che fu costruito nel 1845. Il progetto era stato originariamente pensato per essere parte di una massiccia ricostruzione di tutto l'Inn, ma questo non fu mai completato. Gli Stone Buildings vennero gravemente danneggiati durante Il Blitz, ma il loro aspetto esteriore rimane più o meno lo stesso. Il No. 10 è stato originariamente usato dall'Inn per rafforzare i suoi legami con  Chancery come l'ufficio dei sei Clerks della Court of Chancery, ma l'Inn lo riprese quando i Clerk vennero aboliti e la Corte si trasferì alle Royal Courts of Justice nel 1882.
Viene usato attualmente come sede degli Inns of Court and City Yeomanry, parte del Territorial Army. Il Lincoln's Inn mantenne un corpo di volontari, in tempo di guerra, dal 1585, quando 95 membri dell'Inn presero l'impegno di proteggere la regina Elisabetta contro la Spagna. Giorgio III gli diede l'epiteto temporaneo de "L'ombra del diavolo", che rimase legato al Reggimento fino ai nostri giorni.
La piazza Vecchia e gli Old Buildings vennero costruiti tra il 1525 e il 1609, inizialmente tra i numeri 1 e 26. Anche se l'1 esiste in prossimità del cancello d'ingresso, gli altri ora vanno dal 16 al 24, poiché alcuni edifici sono stati accorpati e tra il 25 e 26 vi sono solo delle finestre. Gli edifici Hardwicke vennero costruiti nel 1960, e cambiarono il loro nome da Hale Court negli anni 1990. Gli edifici del Lincoln Inn della piazza Vecchia, della piazza Nuova e quelli in pietra sono normalmente suddivisi in quattro o cinque piani di chamber, con appartamenti residenziali al piano superiore. Gli edifici vengono utilizzati sia da barrister che da solicitor e altri organismi professionali.

### Old Hall

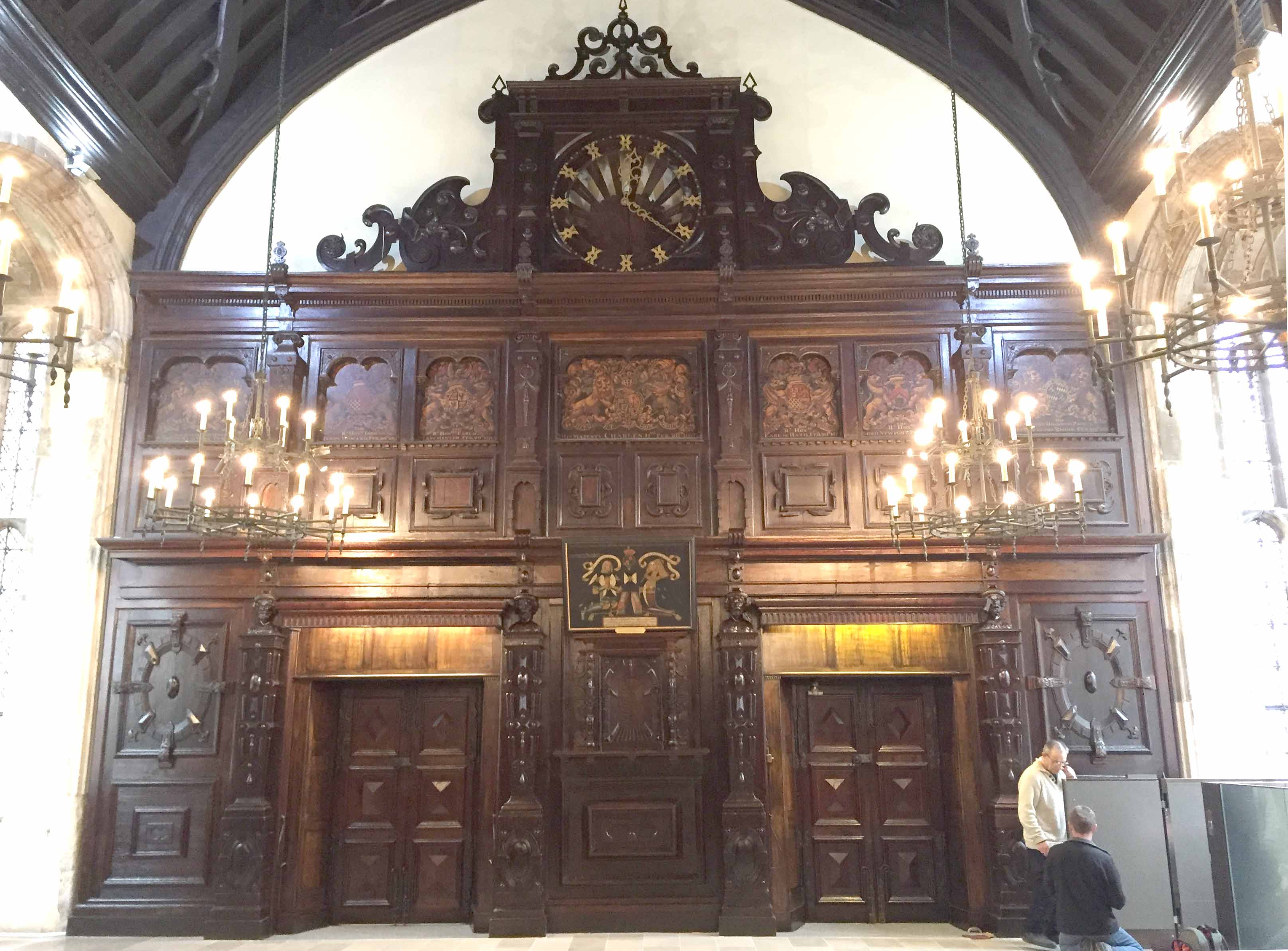
Lincoln's Inn Old Hall

La Old Hall risale almeno al 1489, quando sostituì la più piccola "Bishops hall". L'Old Hall è lunga 21 metri e larga 10, anche se poco rimane della forma e delle dimensioni originali; venne significativamente modificata nel 1625, 1652, 1706 e 1819. Un ex bibliotecario ha riferito che è stata "ampiamente rimaneggiata" da Francesco Bernasconi nel 1800. Questo rimodellamento ha portato alla copertura delle travi di quercia con un soffitto curvo ad intonaco, "una barbara innovazione". Il peso del gesso creò il rischio di un crollo del tetto, e tra il 1924 e il 1927  Sir John Simpson smantellò l'intera sala, raddrizzando le travi deformate, rimuovendo il gesso, e sostituendo tutte le sezioni inutilizzabili per poi sistemare nuovamente l'intera struttura. L'edificio venne riaperto il 22 novembre 1928 dalla regina Mary.
Oltre ad essere utilizzata per festini e cerimonie, la Old Hall è stata utilizzata anche come aula di tribunale. Il Master of the Rolls vi sedeva tra il 1717 e il 1724, mentre la Rolls Court era in fase di ricostruzione, e Lord Talbot la usò come tribunale nel 1733. Dal 1737 in poi è stata utilizzata per ospitare la Court of Chancery, una pratica che si è conclusa con l'apertura delle Royal Courts of Justice. L'uso più famoso della Hall come tribunale è citato all'inizio della Bleak House di Charles Dickens, che si apre con "London. Michaelmas Term lately over, and the Lord Chancellor sitting in Lincoln's Inn Hall". Oggi viene usata per sessioni d'esame, lezioni, funzioni sociali e può essere affittata per eventi privati.

### Cappella

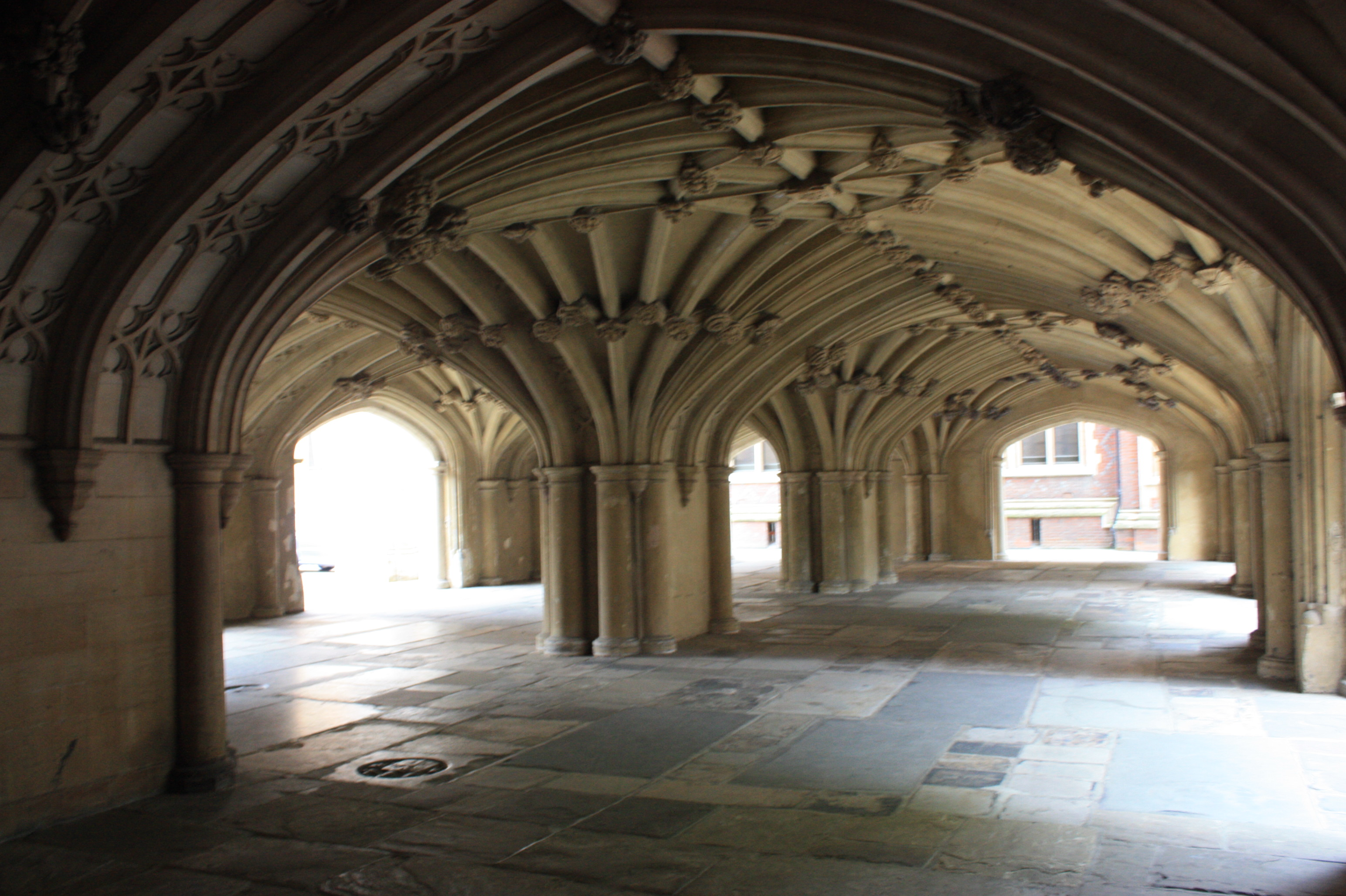
Volta della Cappella del XVII secolo

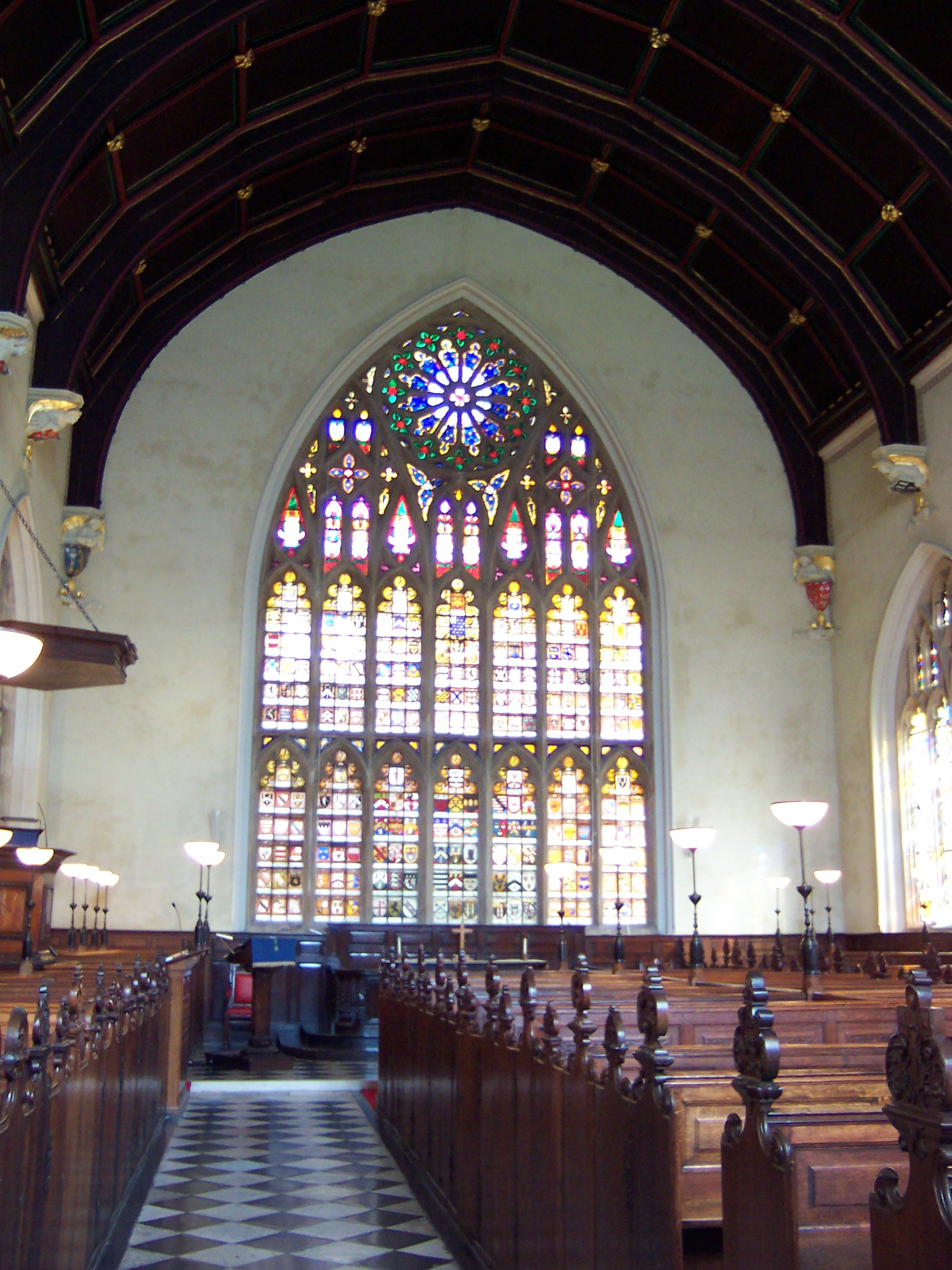
Cappella

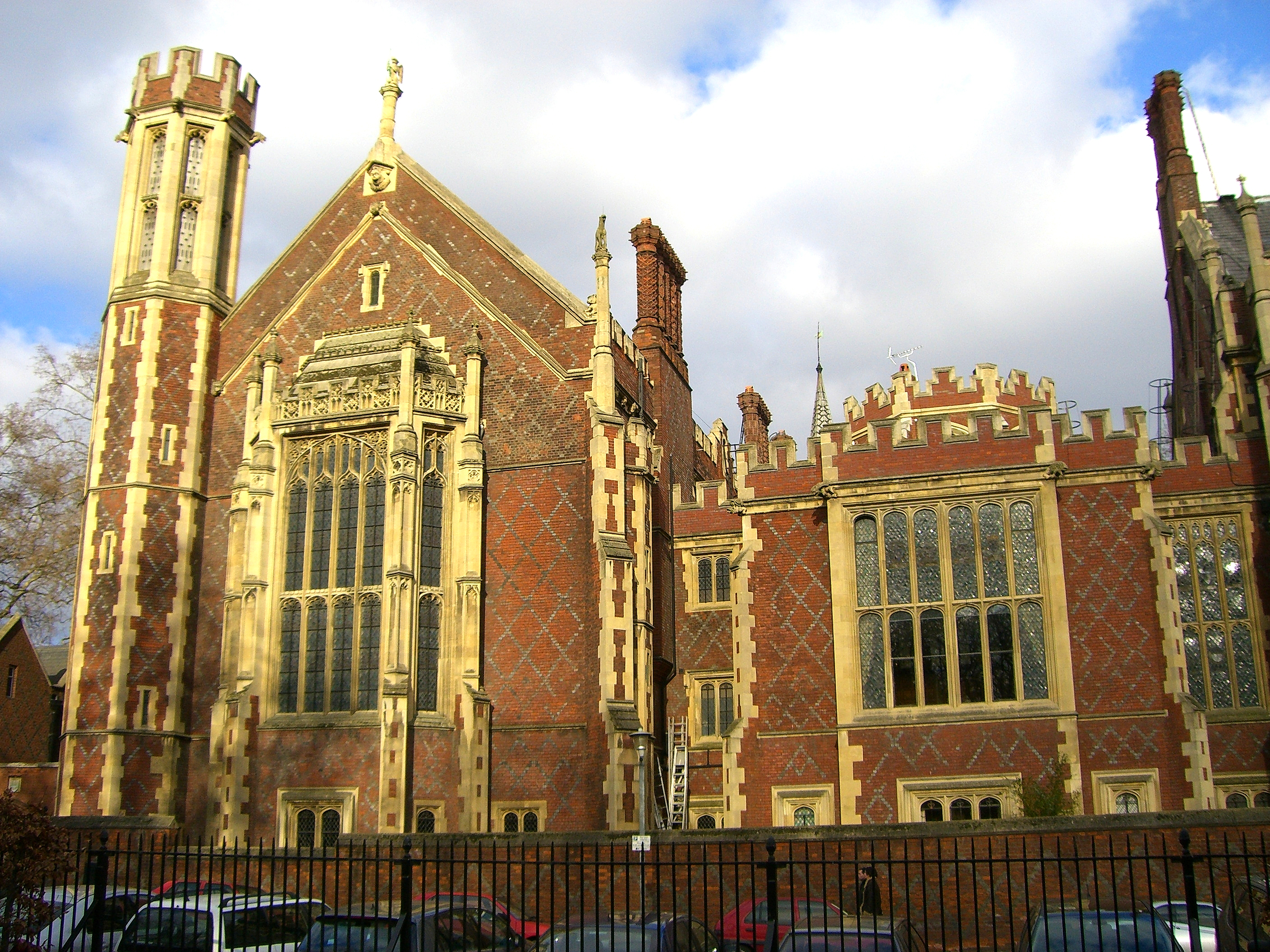
La biblioteca (a sinistra) e le stanze dei Bencher (a destra).

La prima menzione della Cappella al Lincoln's Inn è del 1428. Dal XVII secolo venne rimpicciolita e iniziarono delle discussioni sull'opportunità di costruire una nuova cappella nel 1608. L'attuale cappella venne costruita tra il 1620 e il 1623 da Inigo Jones e venne estesamente ristrutturata nel 1797 e nuovamente nel 1883. Altre sistemazioni avvennero nel 1685, dopo un consulto con Christopher Wren, e nuovamente nel 1915. 
Ha una campana del 1596, anche se questo non è considerato probabile. Tradizionalmente, la campana suonava per il coprifuoco alle 9 di sera, con un tocco per ogni anno di età del momentaneo Tesoriere. La campana suonava anche alle 12:30-13:00 quando moriva un Bencher All'interno della cappella vi sono sei vetrate, tre per lato, progettate dalla famiglia Van Linge.
Il primo organo a canne della cappella fu un modello Flight & Robson del 1820. Un organo William Hill lo sostituì nel 1856, un modello progettato al culmine dell'attività del suo costruttore, realizzato con canne di stagno, una pedaliera e tre manuali. Durante gli anni di servizio è stato ricostruito nove volte, l'ultima delle quali nel 1969. Negli anni 2000 l'organo, sempre più inaffidabile, aveva poco del materiale iniziale e poca speranza di ritornare alle condizioni originali, e venne sostituito con un modello di Kenneth Tickell, installato nel periodo 2009-2010.
La cappella viene usata per concerti nel corso dell'anno.

### Great Hall
La Great Hall o New Hall, venne costruita nel XIX secolo. Le adesioni all'Inn erano cresciute al punto in cui la Old Hall era troppo piccola per le riunioni, e così i Bencher decisero di costruire una nuova struttura che implementasse anche altre sale e una biblioteca. Il nuovo edificio fu progettato da Philip Hardwick, con la prima pietra posta il 20 aprile 1843 da James Lewis Knight-Bruce, il Tesoriere dell'epoca.
L'edificio fu completato nel 1845 e inaugurato il 30 ottobre dalla regina Vittoria. La Hall è lunga 36 metri, larga 13,5 e alta 18,5, più grande della Old Hall. Viene usata per il call to the Bar, come sala per banchetti e concerti organizzati dalla Bar Musical Society.
Il piano seminterrato è stato diviso da un soppalco nel 2007 e la parte superiore è diventata la Sala comune dei membri per cene informali e salotto. Ha sostituito la Junior Common Room, la Barristers Members Room e la Benchers Room per eventi sociali.

### Biblioteca
La biblioteca è menzionata per la prima volta nel 1471, e in origine si trovava in un edificio nei pressi della Old Hall prima di essere trasferita all'edificio No. 2 degli Stone Buildings nel 1787. Un lascito di John Nethersale del 1497 viene registrato come la prima acquisizione.
L'attuale biblioteca venne costruita come parte del complesso contenente la Great Hall, e fu terminata nel 1845; all'epoca era lunga 24 metri, larga 12 e alta 13. Venne ampliata nel 1872 da George Gilbert Scott.
La biblioteca contiene una grande collezione di libri rari, compresi gli Hale Manuscripts, la collezione completa di Sir Matthew Hale, che lasciò all'Inn alla sua morte nel 1676. Contiene anche più di 1.000 rari manoscritti e circa 2.000 pamphlet. La collezione completa della biblioteca, compresi libri di testo e manuali, è di circa 150.000 volumi e comprende una collezione completa degli atti parlamentari. La biblioteca rimane aperta a tutti gli studenti e barristers del Lincoln's Inn, e su richiesta agli studiosi esterni.
Si tratta in primo luogo di una biblioteca di riferimento, e il prestito dei libri è limitato. L'unico altro servizio di prestito è offerto dalla Middle Temple Library, che consente agli avvocati e agli studenti di qualsiasi Inn, dietro produzione di idoneo documento di identità, di prendere in prestito le edizioni attuali dei libri di testo che non sono a fogli mobili - ma non qualsiasi altro materiale - mezz'ora prima della chiusura per restituzione mezz'ora dopo l'apertura del giorno seguente.

### Ingresso principale
L'ingresso principale è la parte più antica dell'Inn e fu costruito tra il 1518 e il 1521. Venne costruito soprattutto grazie agli sforzi di  Sir Thomas Lovell, il Tesoriere dell'epoca, dal momento che fornì almeno un terzo dei fondi e fece da supervisore alla costruzione stessa, di conseguenza, il suo stemma si trova sul portone, insieme a quelli del conte di Lincoln e di  Enrico VIII (il re dell'epoca).
Si tratta di una grande torre alta quattro piani e dispone di righe diagonali di mattoni scuri, insieme a una serie di porte di rovere del 1564. Venne restaurata nel 1695 e di nuovo tra il 1967 e il 1969 e gli stemmi dei tesorieri di quegli anni (Lord Upjohn, John Hawles e principessa Margaret) sono stati aggiunti sul lato interno dell'ingresso stesso. Piccole riparazioni hanno avuto luogo nel 1815, quando i tre stemmi sono stati riparati e puliti. L'immagine mostrata qui, tuttavia, è in realtà il cancello d'ingresso vittoriano al Lincoln Inn dal Lincoln Inn Fields, e non deve essere confuso con l'antico ingresso della parte orientale adiacente a Chancery Lane.

## Stemma

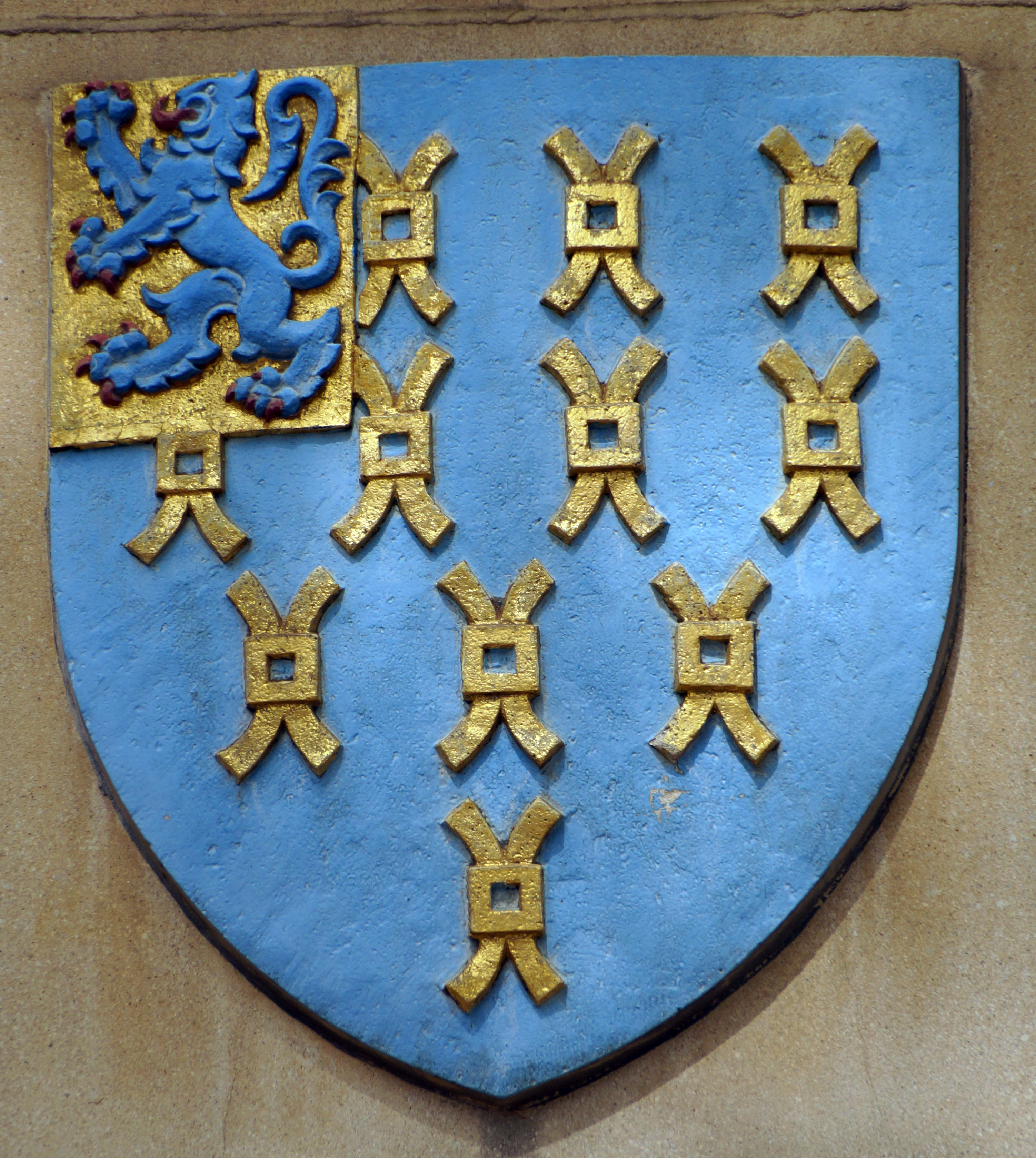
Un'approssimazione del Coat of arms

Per molti anni l'Inn usò lo stemma del conte di Lincoln; nel blasone, un "leone rampante rosso su un campo d'oro", o un leone rosso su campo d'oro. Intorno al 1699, Sir Richard Holford scoprì lo stemma dell'Inn su un manoscritto riferentesi al 1516. Lo stemma è "azure seme de fer moline or, on a dexter canton or a lion rampant purpure". Dopo la convalida utilizzando alcuni libri di araldica, gli stemmi sono stati collocati prima nella sala consiliare e poi nella biblioteca. Da allora, sono stati utilizzati continuamente gal Lincoln Inn.

## Predicatori del Lincoln's Inn
L'ufficio del Predicatore del Lincoln's Inn o Preacher to Lincoln's Inn è un'orificenza clericale della Chiesa d'Inghilterra. Si ricordano:
- John Donne
- Reginald Heber
- Edward Maltby
- Henry Wace[51]
- William Warburton
- Derek Watson

## Altre organizzazioni con sede all'Inn

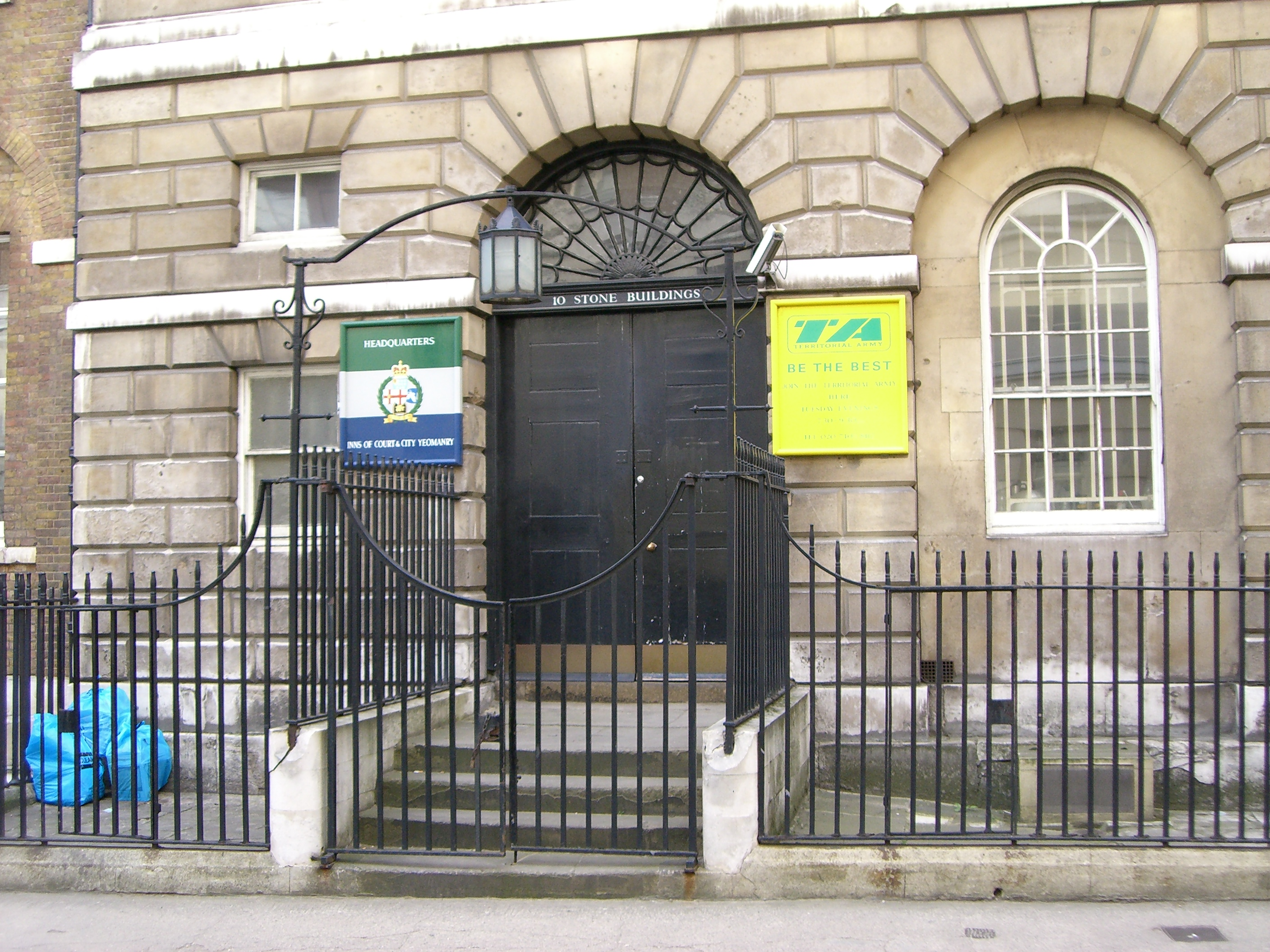
68 Signal Squadron

- La milizia volontaria, poi formalizzata (1908) nel Territorial Army, e oggi quartier generale del 68 Signal Squadron.